# Monika Bolly
Monika Bolly, właśc. Monika Bolibrzuch (ur. 1 lutego 1968 w Oleśnicy) – polska aktorka.

## Życiorys
Jest absolwentką PWST we Wrocławiu (1991). Od 1993 występuje w Teatrze Polskim we Wrocławiu.

## Filmografia
- 1989: Marcowe migdały jako Bronka
- 1990: Ucieczka z kina „Wolność”
- 1990: Zabić na końcu
- 1991: Cynga jako Tania, córka komendanta łagru
- 1991: Dziecko szczęścia jako Miki
- 1993–1994: Zespół adwokacki jako Lusia
- 1993: Piękna warszawianka jako prostytutka
- 1994: Zawrócony jako Jadzia
- 1995: Drzewa
- 1995: Prowokator jako Marie Sophie Beaulenau
- 1996: Złote runo jako dziewczyna z pociągu
- 1997: Pokój 107 jako Kaśka
- 1997: Lata i dni jako Joanna
- 1997: Komedia peryferyjna jako Halinka
- 1998–1999: Życie jak poker jako Joanna Pawlik
- 2000: Twarze i maski
- 2002–2007: Samo życie jako Anita Kubiak
- 2005: Pierwsza miłość jako Dorota Małek, psycholog
- 2006: Hela w opałach jako Basia, żona Zenka (odc. 11)
- 2012: Ja to mam szczęście! jako Łucja (odc. 18)
- 2014: Prawo Agaty jako Róża Cieślak (odc. 58)
- od 2016: Na Wspólnej jako Janina Muszko
- 2018: Ślad jako Sonia Kołakowska (odc. 16)